# Réserve naturelle régionale des îles de Chelles
La réserve naturelle régionale des îles de Chelles (RNR174) est une réserve naturelle régionale située en Île-de-France. Classée en 2008, elle occupe une surface de 5 hectares.

## Localisation

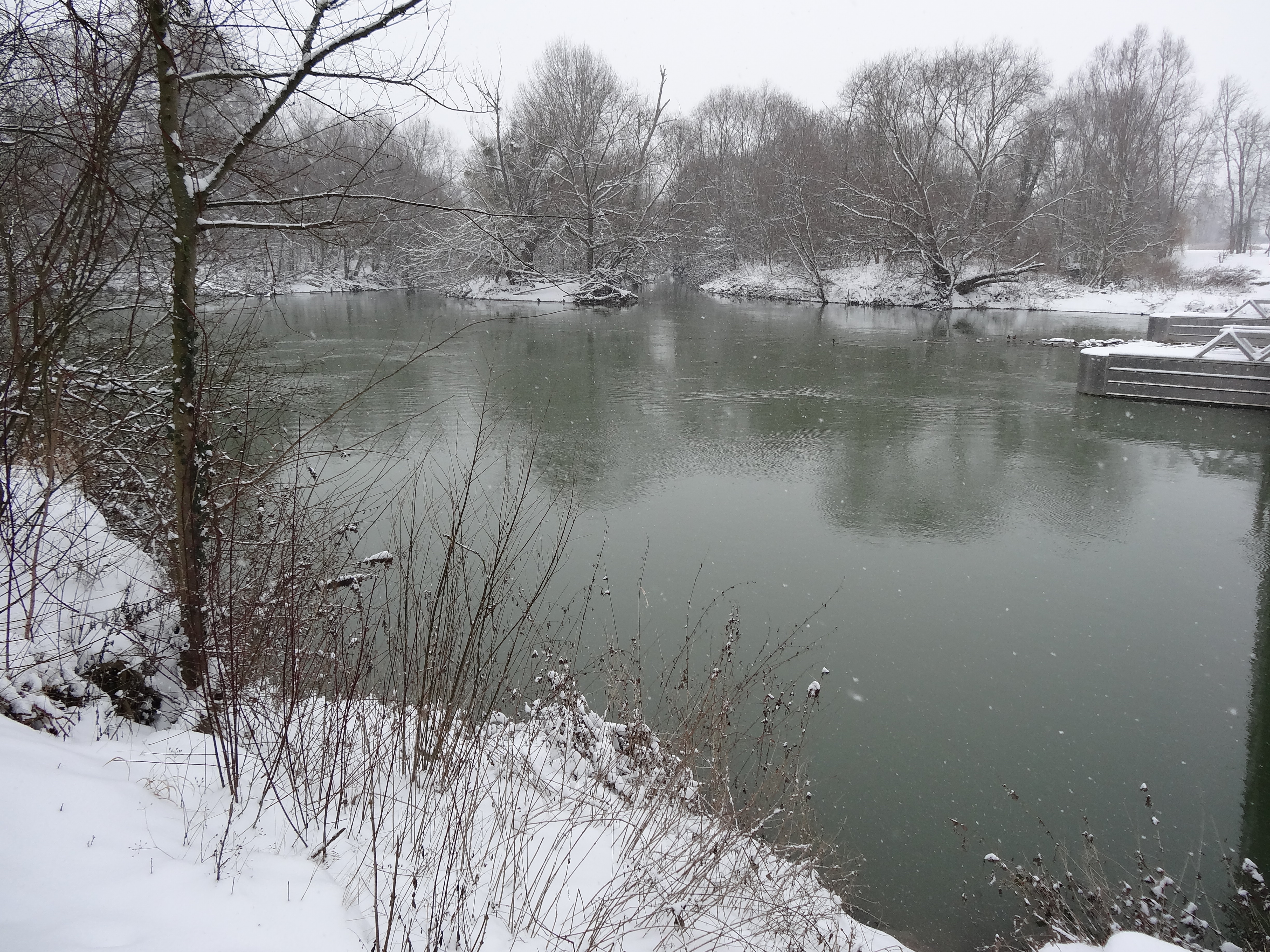
Les îles de Chelles sous la neige

Le territoire de la réserve naturelle est dans le département de Seine-et-Marne, sur la commune de Chelles. Il comprend un ensemble d'îles dans une portion non navigable du cours de la Marne. C’est le canal qui permet la navigation de Neuilly-sur-Marne en aval à Vaires-sur-Marne en amont soit 8,8 kilomètres.

## Histoire du site et de la réserve
En 1989 la ville de Chelles décide d'aménager ses bords de Marne en confiant à la Société d’équipement de Seine et Marne (SESM) la réalisation comprenant, les berges, les quais et les projets immobiliers divers dont une marina. Le POS de Chelles de 1991 devait entériner ces projets. Le Tribunal Administratif de Versailles annule en 1993 cette partie du POS avec la ZAC des bords de Marne pour incompatibilité avec le Schéma Directeur d'Île de France. Ne reste donc, comme possible aménagement, que l'empierrage des îles et des berges. Mais le mal était fait, car la bâtisse du Moulin datant de 1878 a été rasée en août 1991.
Puis la bataille s’est engagée avec la nouvelle municipalité qui désirait continuer l'empierrage des îles suivant les plans de la marina. Les associations de protection de l'environnement se sont mobilisées pour réclamer une renégociation des contrats Région et Département. Après la visite sur les îles en 1995 des inspecteurs de la DIREN, la ville accepte enfin un plan visant à la conservation de la nature en 1997. 
Ainsi la Réserve Naturelle Volontaire (RNV) des îles mortes de Chelles, est créée le 8 février 2001. En 2002, le régime des réserves naturelles volontaires est supprimé et remplacé par les réserves naturelles régionales. Par délibération du conseil régional, les îles de Chelles sont classées réserve naturelle régionales le 27 novembre 2008.
En 2004 la ville désire nommer toutes les îles de la Réserve Naturelle Volontaire.

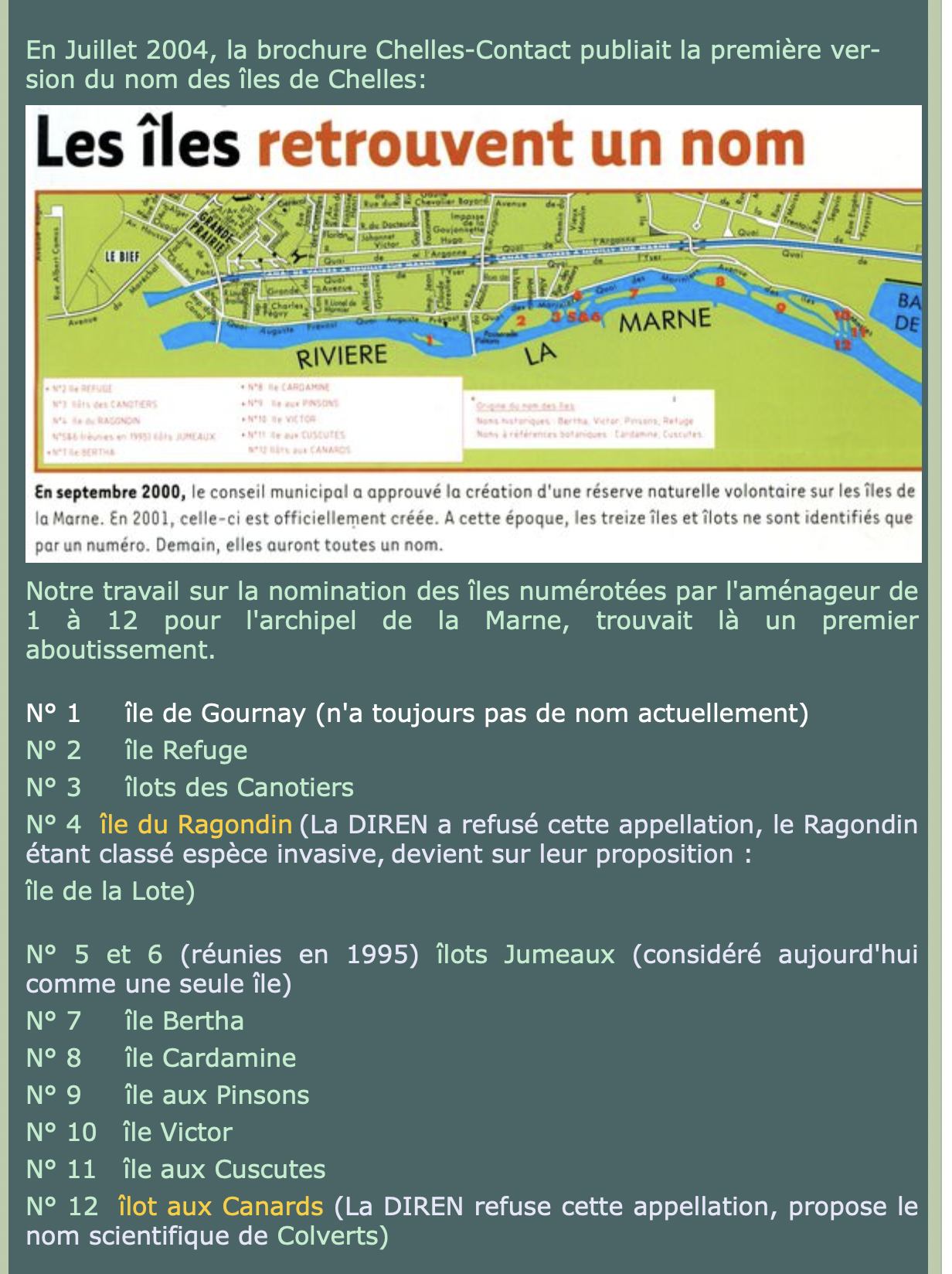
nomination des îles de la Réserve

## Écologie (biodiversité, intérêt écopaysager…)

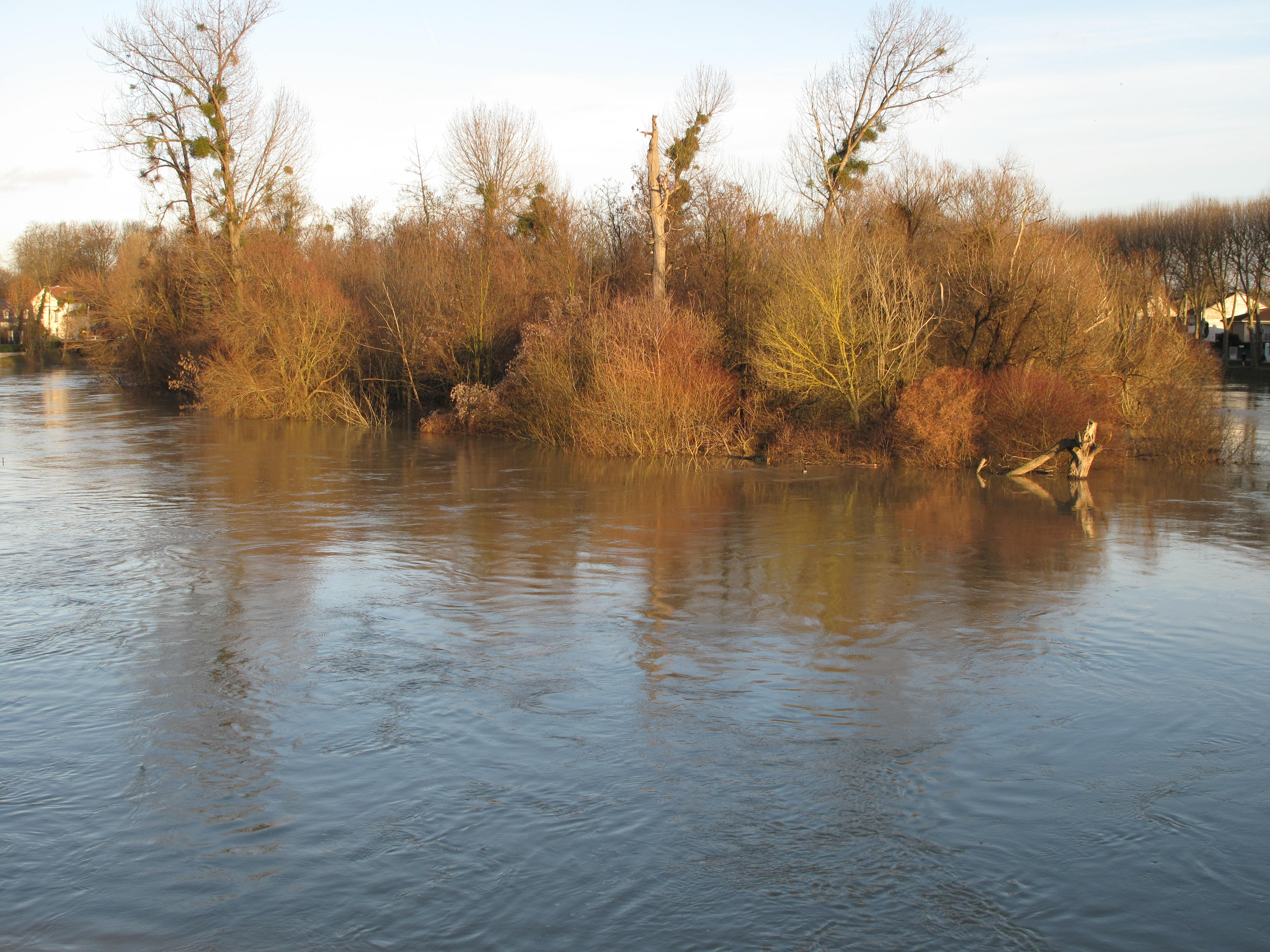
Ile Refuge en hiver

### Flore
La topographie insulaire de la zone permet de retrouver une végétation hygrophile et arbustière. On y retrouve également des zones de friche rivulaires où prolifèrent des herbiers sauvages. Deux des espèces végétales recensées dans la réserve sont protégées en Île-de-France : la Cardamine impatiens et la Cuscuta Grandiflora..

### Faune
La biodiversité du lieu est assez surprenante étant donné sa situation urbaine : on dénombre 53 espèces d'oiseaux dont 17 sont nicheuses. Sont notamment observés le Martin-pêcheur d'Europe et la Bergeronnette des ruisseaux. La piscifaune est également présente avec 17 espèces de poissons de rivière comme la Bouvière ou la Lotte de rivière.

## Intérêt touristique et pédagogique
Pour préserver la quiétude des lieux, l'accès aux îles est interdit au public. Par ailleurs, la Marne n'est pas navigable dans cette zone.

## Administration, plan de gestion, règlement

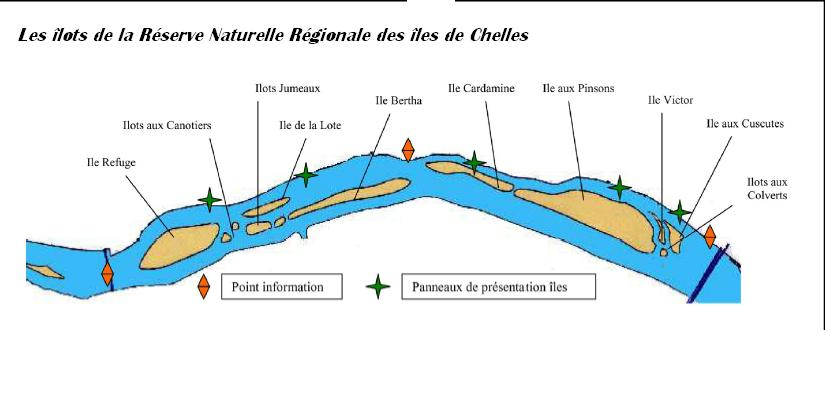
Plan de la RNR

La réserve naturelle est gérée par la Communauté d'agglomération de Paris-Vallée de la Marne.

### Outils et statut juridique
La réserve naturelle a été créée par une délibération du 27 novembre 2008.